# Danielle Thibeault
Danielle Thibeault, née à Trois-Rivières au Québec en 1946, est une artiste peintre et sculptrice canadienne.

## Biographie
Danielle Thibeault est née à Trois-Rivières au Québec en 1946.
Très jeune dès 1960, Danielle Thibeault suit des cours de dessin et de peinture, d'abord dans l’atelier du peintre Gilles Lamer, puis dans celui du peintre Raymond Lasnier dans sa ville natale. Après ses études au Collège Marie-de-l'Incarnation, elle étudie à l'Université Laval et obtient une Maîtrise en sciences sociales en 1968. Elle exerce dans le domaine du travail social pendant huit ans.
C'est en 1976 qu'elle commence à se consacrer pleinement à l'art, elle passe une année de stage de 1976 à 1977 auprès du sculpteur Jordi Bonet dans son atelier de Mont-Saint-Hilaire,.
Elle est membre du conseil de la sculpture du Québec en 1987 et 1988.
Sa carrière artistique se déploie dès lors dans la réalisation de sculptures et médailles pour des commandes publiques.

## Réalisations publiques
- 1985 et 2009 : Sculptures en aluminium baptisées (Agora) pour le Club des Ambassadeurs du Palais des congrès de Montréal.
- 1992 et 2011 : Sculptures en bronze pour les prix du bénévolat en loisir Dollard-Morrin décernés par le secrétariat au Loisir et au Sport du Québec[4].
- 1997 et 2009 : Sculptures en bronze pour les prix québécois de la citoyenneté[5] décernés par le Ministère des Relations avec les citoyens et de l'immigration du Québec.
- 2004 : Bas-relief en bronze pour le prix Gérard Desrosiers, décerné par les membres du Réseau Biblio du Québec[6].
- 1997 et 2003 : Sculptures en bronze pour les prix du Salon du livre de Trois-Rivières[réf. souhaitée].
- 1997 : Sculpture extérieure de grand format en acier inoxydable pour le Complexe Commémoratif Hawthorn-Dale, juxtaposé au Parc-nature de la Pointe-aux-Prairies, Pointe-aux-Trembles, dans l'est de l'Île de Montréal[réf. souhaitée].
- 1997 : Bas-relief en bronze commémorant le tricentenaire de l'arrivée des Ursulines de Trois-Rivières[réf. souhaitée]
- 1995 et 2008 : Sculptures en bronze pour le Gala d'excellence et de partenariat du Service de police de la Ville de Montréal[réf. souhaitée].
- 1992 : Création de l'un des 6 linteaux-sculptures coiffant 6 portes monumentales installées à l'occasion de la XVIe conférence générale du Conseil inter[réf. souhaitée].
- 1993 : Sculpture extérieure de grand format en acier corten peint, Place de l'église, Laval-sur-le-Lac[1].
- 1991 et 1996 : Sculptures en bronze pour les Prix du Rapprochement interculturel décerné par le Ministère des Affaires internationales, de l'Immigration et des Communautés culturelles du Québec[réf. souhaitée].
- 1989 : Sculpture en bronze pour le Prix esprit sportif décerné par la Régie de la Sécurité dans les sports du Québec[1].
- 1987 et 1992 : Six différentes sculptures en aluminium destinées au lauréat du Concours de Jazz Alcan, lors du Festival international de jazz de Montréal[7].
- 1986 : Médaille-sculpture en aluminium pour le XVIIIe Congrès de l'Union internationale du notariat latin, tenu à Montréal[réf. souhaitée].
- 1983 : Médaille-sculpture en argent massif pour le Prix des Communications décerné par le  Ministère des Communications du Québec, à l'occasion de l'année mondiale des communications[8].
- 1982 à 1985 : Cinq médaille-sculptures en argent massif pour les Prix du Québec décernés par le Gouvernement du Québec : (1) médaille du Prix Athanase-David, 1982, (2) médaille du Prix Paul-Émile-Borduas, 1983[9], (3) Médaille du Prix Léon-Gérin, 1984, (4) Médaille du Prix Paul-Émile Borduas, 1985, (5) médaille du Prix Albert-Tessier 1985[10],[11].
- 1982 : Sculpture extérieure comprenant une sculpture en matériaux composites et un bassin d'eau en béton avec pas japonais pour la cour intérieure du Centre hospitalier Georges-Frédéric de Drummondville, dans le cadre du Programme d'intégration des arts à l'architecture[12].

## Expositions monographiques
- 1987 : Galerie d'art Claibern, à Vence, en France.
- 1984 : Musée Pierre-Boucher, Trois-Rivières[13].
- 1984 : Moulin des arts, Saint-Étienne-de-Lauzon[14].
- 1982 : Galerie les deux B, Montréal[15],[16].
- 1982 : Lumière et mouvement, Pavillon Jean-Charles-Bonenfant, Université Laval[17].
- 1982 : Galerie d'Art du Parc, Trois-Rivières[13].
- 1981 : Galerie d'Art du Parc, Trois-Rivières[13].
- 1977 : Moulin seigneurial de Pointe-du-Lac, Trois-Rivières[13].